# Phisalixella variabilis
Phisalixella variabilis är en ormart som beskrevs av Boulenger 1896. Phisalixella variabilis ingår i släktet Phisalixella och familjen Lamprophiidae.
Artens utbredningsområde är Madagaskar. Inga underarter finns listade i Catalogue of Life.
Arten förekommer på öns norra del. Den lever främst i ursprungliga torra skogar och den är nattaktiv. Ibland besöks återskapade skogar. Individerna klättrar i träd.
Beståndet hotas av skogsavverkningar när jordbruksmark etableras. IUCN listar Phisalixella variabilis som starkt hotad (EN).